# وگودا (شهرستان گاروولین)
وگودا (به لاتین: Wygoda) یک روستا در لهستان است که در گمینا پیلاوا واقع شده‌است. وگودا ۵۰۰ نفر جمعیت دارد.